# 奥加萨
奥加萨，是西班牙加泰罗尼亚赫罗纳省的一个市镇。总面积46平方公里，总人口256人（2001年），人口密度6人/平方公里。